# Тайна Алексины
«Тайна Алексины» (фр. Mystère Alexina) — французская драма 1985 года режиссёра Рене Фере, основанная на истории жизни Эркюлин Барбен. Фильм был показан на Каннском кинофестивале 1985 года.

## Сюжет
Фильм рассказывает об интерсекс-человеке, которого в детстве решили воспитывать как девочку и отправили в церковный приют. После выпуска из приюта Алексина приезжает в деревню Ла Рошаль в местную школу в качестве учительницы. Там она влюбляется в свою коллегу, и в это же время осознаёт, что её тело не такое, как у остальных женщин.

## В ролях
- Филипп Вюийемен — Алексина/Камиль
- Валери Стро — Сара
- Вероник Сильвер — мадам Аврил
- Бернар Фрейд — Арманд
- Марианн Басле — Мари Аврил
- Пьер Виаль — священник
- Филипп Клевено — доктор Чеснет
- Изабель Груо — Жозефина
- Люсьенн Амон — управляющая отелем
- Клод Бушери — инспектор
- Оливье Сабран — врач
- Мишель Амфу — управляющий отелем
- Энн Корнали — мать Алексины/Камиля
- Винсент Пинель — врач